# Joyn (Streaminganbieter)
Die Joyn GmbH ist ein deutsches Unternehmen, das Streaming-Media-Produkte anbietet. Sie betreibt unter anderem die gleichnamige Streaming-Plattform Joyn und ist eine Tochtergesellschaft der ProSiebenSat.1 Media SE.

## Geschichte

### 7TV Joint Venture (2017–2019)
Anfang Mai 2017 gründeten die beiden Medienunternehmen ProSiebenSat.1 Media und Discovery ein Joint-Venture mit dem Ziel, eine neue deutschsprachige OTT- und Mobile-TV-Streaming-Plattform zu lancieren. Im Zuge dessen übernahm das Gemeinschaftsunternehmen 7TV Joint Venture den Betrieb der Streaming-App und -Website 7TV, der ab Sommer 2014 durch die ProSiebenSat.1 Digital GmbH erbracht wurde. Während zuvor nur Fernsehsendungen, Filme und Serien der TV-Sender der ProSiebenSat.1-Gruppe zu sehen waren, wurde 7TV ab Sommer 2017 mit Inhalten der TV-Sender DMAX, TLC Deutschland und Eurosport ergänzt. Außerdem gab es die Möglichkeit, vor allem die Free-TV-Sender beider TV-Gruppen in der App und auf der Website live zu streamen. Ab April 2018 konnte das Programm von Sport1, Welt und N24 Doku sowie ab Dezember 2018 das von ZDF, ZDFneo und ZDFinfo live gestreamt werden.
Ende Juni 2018 wurde schließlich bekannt, dass in der neuen Streaming-Plattform die bisherigen Streaming-Angebote 7TV, Maxdome und Eurosport Player aufgehen sollen. Im Zuge dessen wechselte Maxdome seinen Sitz von Unterföhring in die Münchener Innenstadt. Dort hat 7TV seit der Gründung 2014 seinen Sitz. Zudem sind einige Mitarbeiter des Eurosport Players dort beschäftigt. Des Weiteren wurde am 15. Januar 2019 die Maxdome GmbH auf die 7TV Joint Venture GmbH verschmolzen, welche seither das Video-on-Demand-Portal betreibt.

### Joyn (seit 2019)
Anfang Mai 2019 gaben die beiden Medienunternehmen ProSiebenSat.1 Media und Discovery bekannt, dass die neue OTT- und Mobile-TV-Streaming-Plattform den Namen Joyn tragen wird. Im Zuge dessen wurde am 13. Mai 2019 die 7TV Joint Venture GmbH in Joyn GmbH umbenannt. Die neue Wortmarke setzt sich aus den Wörtern Joy (englisch für Freude) und Join (englisch für Verbinden) zusammen. Beide Medienunternehmen erwarteten, binnen zwei Jahren 10 Millionen Kunden zu erreichen.
7TV wurde schließlich offiziell am 18. Juni 2019 durch die neue Streaming-Plattform Joyn abgelöst. Ende des Jahres sollten auch Maxdome und der Eurosport Player in die Plattform integriert werden. Bereits ab dem 15. Mai 2019 lief ein Betatest mit eingeschränkten Inhalten, für den man sich als Tester auf der Website registrieren konnte.
Bei den Screenforce Days am 26. Juni gab das Unternehmen bekannt, dass in der ersten Woche nach dem Start der neuen Streaming-Plattform mehr als eine Million Nutzer verzeichnet wurden. Circa drei Monate später am 11. September gab der ProSiebenSat.1-Media-Vorstandsvorsitzender Max Conze auf der Dmexco bekannt, dass bisher insgesamt mehr als 3 Millionen App-Downloads und mehr als 10 Millionen Besucher erreicht wurden.
Am 26. November 2019 ist das kostenpflichtige Subscription-Video-on-Demand-Angebot Joyn Plus+ gestartet. Anders als zuvor angekündigt, sollte Maxdome zunächst bis 2020 weiter existieren. Nur etwa 34.000 von 50.000 Maxdome-Inhalten wurden schrittweise bei Joyn Plus+ integriert. Zudem gibt es keine automatische Migration der Maxdome-Kunden zu Joyn Plus+. Die Inhalte des Eurosport Players sollen Mitte 2020 bei Joyn Plus+ integriert werden. Die ab dem 19. Dezember 2019 veröffentlichte deutsch-chilenische Thriller-Serie Dignity war die erste kostenpflichtige Fernsehserie von Joyn Plus+, nachdem mit Serien wie Die Läusemutter, Frau Jordan stellt gleich und Check Check bereits kostenfreie Comedyserien auf Joyn veröffentlicht worden sind.
Zwischen 2019 und 2022 wurde das Free-TV-Spartenprogramm Joyn Primetime durch die Joyn GmbH betrieben. Das Programm war nur im Internet über den Live-TV-Dienst von Joyn frei empfangbar.
Im Januar 2020 zählte die Streaming-Plattform mehr als sieben Millionen Nutzer monatlich. Ende Februar 2020 wurde erstmals eine Fernsehserie, What We Do in the Shadows, in der englischsprachigen Originalversion veröffentlicht – Anfang Februar war bei der Serie nur die deutsche Synchronisation verfügbar.
Mitte Mai 2020 wurde eine Kooperation mit dem Medienunternehmen Moonbug bekannt gegeben. Erstmals werden deutsch- und englischsprachige Medieninhalte für Kinder in einer Mediathek auf Joyn zur Verfügung gestellt. Anfang Juni 2020 wurde mit der ViacomCBS Networks GSA eine umfangreiche Kooperation vereinbart. Dadurch werden mehrere Fernsehproduktionen der TV-Sender Nickelodeon, MTV und Comedy Central, wie SpongeBob Schwammkopf oder Geordie Shore, in eigene Sender-Mediatheken auf Joyn verfügbar gestellt.
In einem Interview mit dem Medienmagazin Quotenmeter.de gab die Joyn-Geschäftsführerin Katja Hofem Mitte Juni 2020 bekannt, dass mehr als 10,4 Millionen App-Downloads erreicht und ca. 7,2 Millionen monatlich aktive User gezählt werden. Zudem teilte sie mit, dass alle bisherigen Eigenproduktionen außer The Entertainers hohe Abrufzahlen über den Erwartungen liegend erreicht haben.
Seit August 2020 findet eine Registrierung auf Joyn für Neukunden über den Anmeldeservice 7Pass statt. Zuvor war die Registrierung direkt über Joyn möglich. Bestandskunden mussten im Rahmen der Umstellung bei einer erneuten Anmeldung mit ihrem zuvor erstellten Joyn-Account eine Zustimmung erteilen, mit der Joyn für den Nutzer ein 7Pass-Account anlegt und die Login-Daten (E-Mail-Adresse, Passwort, Geburtsdatum, Geschlecht) an 7Pass übermittelt. Im September 2020 wurde eine Registrierungspflicht für das Abrufen und Streamen aller VoD- und Live-TV-Inhalte der Mediengruppe ProSiebenSat.1 Media eingeführt; zuvor war nur eine Registrierung für den kostenpflichtigen Subscription-Video-on-Demand-Angebot Joyn Plus+ nötig. Am 2. September 2020 löste das Joyn Plus+-Angebot das maxdome-Paket offiziell ab. Maxdome-Nutzer konnten sich anschließend, abweichend als zuerst angekündigt, mit ihrem bisherigen Login-Daten bei Joyn bzw. Joyn Plus+ anmelden. Zum späteren Zeitpunkt soll auch der Transactional-Video-on-Demand-Dienst maxdome Store in Joyn integriert werden, der Abruf der gekauften und geliehenen Inhalte soll allerdings noch längere Zeit möglich sein.
Zum 31. Oktober 2022 wurde ProSiebenSat.1 Media durch die Übernahme der Unternehmensanteile von Discovery alleiniger Eigentümer von Joyn.

## Unternehmensentwicklung (Kennzahlen)
Das Gemeinschaftsunternehmen von ProSiebenSat.1 Media und Warner Bros. Discovery erzielt seit der Gründung 2017 unter anderem wegen hohen Investitionen und Distributionsvereinbarungen jährlich steigende Verluste.
| Jahr | Umsatz in Mio. Euro | Ergebnis in Mio. Euro |
| ---- | ------------------- | --------------------- |
| 2017 | 0                   | −1                    |
| 2018 | 43                  | −26                   |
| 2019 | 91                  | −110                  |
| 2020 | 58                  | −163                  |
| 2021 | 66                  | −89                   |
| 2022 | 66                  | -59                   |

## Angebotene Dienste

Logo von Joyn Plus+

Das Unternehmen bietet verschiedene kostenfreie und -pflichtige Dienste an, teilweise ist ein Benutzerkonto notwendig.
Alle angebotenen Dienste waren zum Start der Plattform kostenlos und ohne Anmeldung nutzbar. Seit Ende November 2019 gibt es neben dem Basisangebot den kostenpflichtigen Subscription-Video-on-Demand-Angebot Joyn Plus+, in der die Onlinevideothek sowie mehr Mediatheken, Live-TV-Sender und exklusive Inhalte verfügbar sind. Zudem sind alle Inhalte dort in einer höheren Auflösung. Seit September 2020 besteht eine Registrierungspflicht für die TV-Sender und VoD-Inhalte der Mediengruppe ProSiebenSat.1.

### Video-on-Demand

#### Sender- und Themen-Mediatheken
Joyn bietet diverse Mediatheken einzelner Fernsehsender an, die ausgewählte Videoinhalte (Fernsehserien und -sendungen) enthalten. Diese sind entweder zuvor im Fernsehen gesendet worden oder Vorab-Inhalte, bei denen eine Fernsehausstrahlung zeitnah (in der Regel eine Woche später) stattfinden soll. Zum gegenwärtigen Zeitpunkt gibt es Inhalte aus 20 Sender-Mediatheken, wobei fünf nur mit Joyn Plus+ zur Verfügung stehen. Die Inhalte sind entweder in SD- oder HD-Auflösung.
| Sender- Mediatheken | Comedy Central • DMAX • HGTV • kabel eins • kabel eins Doku • MTV • ProSieben • ProSieben Maxx • Red Bull TV • RiC • Sat.1 • Sat.1 Gold • sixx • TLC • Welt |
| Sender- Mediatheken | mit Joyn Plus+ zusätzlich: Animal Planet • Discovery Channel • kabel eins classics • ProSieben Fun • Sat.1 emotions                                         |

Zusätzlich gibt es noch Themen-Mediatheken mit verschiedenen Schwerpunkten. Die Inhalte der 18 Themen-Kanäle sind entweder Kinofilme, Fernsehsendungen oder kurze Videoclips. Joyns Eigenproduktionen (Joyn Originals) und die Fremdproduktionen, die auf Joyn Primetime ausgestrahlt werden, sind hier ebenfalls gelistet.
| Themen- Kanäle | Bunte.de • Cyberobics • Fail Army • FilmRise • Food Network • Joyn • Joyn Primetime • Moonbug Kids • MotorTrend • Moviedome • Moviesphere • Netzkino • People are awesome • ran • Rocket Beans TV • Studio71 Digital Stars • The Pet Collective • WildBrain |

#### Onlinevideothek
Seit Ende November 2019 bietet Joyn durch das kostenpflichtige Subscription-Video-on-Demand-Angebot Joyn Plus+ eine Onlinevideothek an. Zum Abruf gestellt werden deutsche und ausländische Fernseh- und Kinoproduktionen in SD- und in HD-Auflösung. Dazu zählen unter anderem vor allem US-amerikanische und deutsche Kinofilme, deutsche Fernsehfilme, US-amerikanische und deutsche Fernsehserien und britische Dokumentarfilme. Die etwa 34.000 Inhalte stammen hauptsächlich aus Maxdome und wurden schrittweise bei Joyn integriert.

#### Joyn Selection

Logo von Joyn Selection

Joyn Selection war ab Mai 2020 über das Bord-WLAN in ICE-Zügen der Deutschen Bahn verfügbar. Den Reisenden stand kostenfrei ein wechselndes Angebot von Serien, Filmen, Dokumentationen und Kinderinhalten aus dem Katalog des Anbieters zur Verfügung. Zusätzlich zu den Gratis-Inhalten gab es für Abonnenten von Joyn Plus+ ebenfalls wieder eine erweiterte Auswahl. Über 600 Filme und Serienfolgen standen für zahlende Kunden im ICE demnach bereit, das Gesamtangebot lag allerdings bei 30.000 Inhalten. Die Inhalte wurden dabei auf einem lokalen Server im Zug bereitgehalten, sodass diese unabhängig von der Internetverbindung zur Verfügung standen. Joyn Selection ersetzte das bisherige Angebot Maxdome onboard, das seit Frühjahr 2017 verfügbar war.
Zum 1. Juli 2021 wurde das Angebot Joyn Selection eingestellt.

### Internetfernsehen

#### Live-TV
Neben den Video-on-Demand-Angeboten bietet Joyn Internetfernsehen an. Fernsehsender des öffentlich-rechtlichen Rundfunks, der ProSiebenSat.1-Media- und Warner-Bros.-Discovery-Gruppe sowie weitere Fernsehsender werden als durchgehender Live-Stream zur Verfügung gestellt. Seit März 2022 sind die Regionalfenster-Kanäle des Senders Sat.1 ebenfalls auf Joyn abrufbar. Des Weiteren werden über den Live-TV-Dienst mehrere Eurosport-Optionskanäle sowie der Fernsehspartensender Joyn Primetime betrieben. Zudem besitzt er eine Now-Next-Programmvorschau-Funktion, in der die Nutzer ein Überblick aller, aktuell gesendeten sowie anschließend sendende Programme der Fernsehsender erhalten.
Zum gegenwärtigen Zeitpunkt sind folgende 78 TV-Sender (davon sind 32 Regionalsender) in SD- und HD-Auflösung verfügbar. Die HD-Kanäle senden in 720p oder 1080p.
| Öffentlich-rechtlicher Rundfunk |
| --- |
| 3sat HD |
| ARD-alpha HD |
| arte HD |
| Das Erste HD |
| KiKA HD |
| One HD |
| Phoenix HD |
| tagesschau24 HD |
| ZDF HD |
| ZDFinfo HD |
| ZDFneo HD |
| Öffentlich-rechtlicher Rundfunk: Regionalsender |
| BR Fernsehen Nord HD |
| BR Fernsehen Süd HD |
| hr-fernsehen HD |
| MDR Fernsehen Sachsen HD |
| MDR Fernsehen Sachsen-Anhalt HD |
| MDR Fernsehen Thüringen HD |
| NDR Fernsehen Hamburg HD |
| NDR Fernsehen Mecklenburg-Vorpommern HD |
| NDR Fernsehen Niedersachsen HD |
| NDR Fernsehen Schleswig-Holstein HD |
| NDR Fernsehen/Radio Bremen TV HD |
| rbb Fernsehen Berlin HD |
| rbb Fernsehen Brandenburg HD |
| SR Fernsehen HD |
| SWR Fernsehen Baden-Württemberg HD |
| SWR Fernsehen Rheinland-Pfalz HD |
| WDR Fernsehen Aachen HD |
| WDR Fernsehen Bielefeld HD |
| WDR Fernsehen Bonn HD |
| WDR Fernsehen Dortmund HD |
| WDR Fernsehen Duisburg HD |
| WDR Fernsehen Düsseldorf HD |
| WDR Fernsehen Essen HD |
| WDR Fernsehen Köln HD |
| WDR Fernsehen Münster HD |
| WDR Fernsehen Siegen HD |
| WDR Fernsehen Wuppertal HD |
| Anmerkungen: Fernsehsender ausschließlich mit Joyn Plus+ verfügbar SD Fernsehsender ausschließlich in SD-Auflösung verfügbar HD Fernsehsender ausschließlich in HD-Auflösung verfügbar NN Fernsehsender ohne Anmerkungen beide Auflösungen verfügbar |

| ProSiebenSat.1 Media               |
| ---------------------------------- |
| kabel eins                         |
| kabel eins classics HD             |
| kabel eins Doku                    |
| ProSieben                          |
| ProSieben Fun HD                   |
| ProSieben Maxx                     |
| Sat.1 (+ 5 Regionalfenster-Kanäle) |
| Sat.1 emotions HD                  |
| Sat.1 Gold                         |
| sixx                               |
| Warner Bros. Discovery             |
| Animal Planet HD                   |
| Discovery Channel HD               |
| DMAX                               |
| Eurosport 1                        |
| Eurosport 2 HD                     |
| HGTV                               |
| Tele 5                             |
| TLC                                |
| Joyn                               |
| Joyn Primetime HD                  |
| ViacomCBS                          |
| Comedy Central                     |
| Comedy Central +1                  |
| MTV                                |
| Nick                               |
| Sport1 Medien                      |
| eSports1 HD                        |
| Sport1                             |
| Sport1+ HD                         |
| WeltN24                            |
| N24 Doku                           |
| Welt                               |
| Weitere deutschsprachige Sender    |
| Deluxe Music SD                    |
| RiC SD                             |
| Englischsprachige Sender           |
| Bloomberg Television SD            |
| CNBC SD                            |
| DW English HD                      |
| Red Bull TV HD                     |

#### Optionskanäle
Seit September 2020 bietet Joyn über den Live-TV-Dienst mehrere Optionskanäle von Eurosport an. Nur bei bestimmten, parallel stattfindenden Sportveranstaltungen werden die Live-Übertragungen, wie bei Eurosport 360 HD, in einzelne Eurosport-Kanäle gesendet. Seit März 2021 sind je nach Veranstaltung die Sport-Liveübertragungen der Sport-Website ran.de ebenfalls über den Live-TV-Dienst verfügbar. Alle Optionskanäle sind ausschließlich im kostenpflichtigen Subscription-Video-on-Demand-Angebot Joyn Plus+ in HD-Auflösung verfügbar.

#### Joyn Primetime

Logo von Joyn Primetime

Joyn Primetime war ein deutsches privates Fernsehspartenprogramm der Joyn GmbH und ging am 6. Dezember 2019 auf Sendung. Der Sender sendete nur zwischen 20 und 0 Uhr und konzentrierte sich vollständig auf fiktionale Lizenzserien. Zwischen 0 Uhr und 20 Uhr wurde eine Sendepause eingelegt, in der eine Promo-Dauerschleife mit Programmvorschau und Trailer lief. Der Sender war nur über den Live-TV-Dienst von Joyn frei empfangbar. Gesendet wurde nur in HD-Auflösung. Am 2. Dezember 2022 wurde das Programm eingestellt.
Gestartet wurde das Fernsehprogramm aus lizenzrechtlichen Gründen. Für einige Serien besitzt die ProSiebenSat.1-Media-Gruppe und Warner Bros. Discovery nur Lizenzen für eine lineare Ausstrahlung und nicht für Video-on-Demand. Die Lizenzverträge umfassen jedoch ferner das Recht, die Folgen im Anschluss an die TV-Ausstrahlung für einen bestimmten Zeitraum online bereitzustellen. Internationale Serien, bei denen zu geringe Zuschauerzahlen im linearen Fernsehen gemessen oder erwartet werden, können dadurch mit dem Umweg des linearen Internetsenders zum Abruf gestellt werden. Die erste Lizenzserie, die Joyn Primetime gezeigt hat, war Hit the Floor.
Joyn Primetime wurde von der Bayerischen Landeszentrale für neue Medien (BLM) am 11. April 2019 lizenziert. Der Arbeitstitel von Joyn Primetime lautete 7TV Sender/Fiction.

### Forum

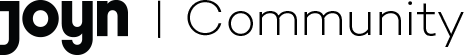
Logo von Joyn Community

Unter dem Namen Joyn Community betreibt die Streaming-Plattform seit Mai 2019 eine Online-Community-Plattform mit mehreren Funktionen. Zum einen gibt es den Forum-Bereich, in denen die Nutzer inhaltliche oder technische Fragen stellen und sich an Diskussionen oder Umfragen beteiligen können. Unter anderem können Verbesserungsvorschläge oder Programmwünsche mitgeteilt werden. Zudem gibt es den FAQ-Bereich mit vorgefertigten, oft gestellten Fragen und den dazugehörigen Antworten. Des Weiteren gibt es unter dem Namen Joyn News einen speziellen Bereich, wo regelmäßig aktuelle Informationen über die Streaming-Inhalte präsentiert werden. Hiermit verknüpft ist ein Kalender, in dem ausgewählte Highlights auf Joyn, wie zum Beispiel der Start einer neuen Staffel, neue Filme in der Mediathek oder andere Events auf der Streaming-Plattform, eingetragen sind.
Die Plattform wird im Namen von Joyn bereitgestellt und technisch von dem niederländischen Softwareentwicklungsunternehmen inSided betrieben.

## Exklusive Joyn-Inhalte
Ähnlich wie die anderen Video-on-Demand-Dienste Netflix oder Prime Video produziert und veröffentlicht Joyn exklusive Inhalte. Unter dem Label „Joyn Original“ werden Eigenproduktionen, die für die Streaming-Plattform Joyn produziert und dort erstmals veröffentlicht werden, vermarktet. Fremdproduktionen, hauptsächlich ausländische Serien, die erstmals in Deutschland oder im deutschsprachigen Raum veröffentlicht werden, werden unter „Joyn Exclusive“ gelabelt. Während alle Original- und Exclusive-Inhalte, die bis Ende November 2019 veröffentlicht wurden, kostenlos verfügbar waren, sind seither viele Inhalte nur noch mit dem kostenpflichtigen Subscription-Video-on-Demand-Angebot Joyn Plus+ verfügbar. Die Inhalte werden entweder in SD- oder HD-Auflösung zur Verfügung gestellt.

### Eigenproduktionen
Der Fokus bei den Eigenproduktionen („Joyn Original“) liegt vor allem bei fiktionalen Fernsehserien und Webserien sowie Reality-TV-Shows. Ferner werden ebenfalls Dokumentationsreihen veröffentlicht.

## Technik

### Infrastruktur
Joyn nutzt vor allem für die IT-Infrastruktur die Amazon-Web-Services-Dienste, darunter CloudFront (Netzwerk) und Elastic Container Service (Server). Einen großen Teil seines Langzeitarchivs wurde bis Juni 2021 auf lokale Speicherhardware in seinem On-Premise-Rechenzentrum untergebracht. Seitdem werden sie über Amazon Simple Storage Service (Amazon S3 Glacier) gespeichert. Dies hat unter anderem den Vorteil, dass Inhalte aus dem Archiv, die hohe Abrufzahlen erreichen, in eine Speicherebene für häufigen Zugriff verschoben werden und Inhalte, die wenige Abrufe haben, in der Ebene für seltenen Zugriff gespeichert werden. Zuvor musste dies händisch selektiv entschieden werden.
Des Weiteren benutzt Joyn DRM in Form von Encrypted Media Extensions, um die Kopie bzw. Verbreitung der Videoinhalte einzuschränken. Im Browser bzw. Gerät muss die Unterstützung dafür also integriert sein bzw. aktiviert werden.

### Geräteunterstützung
Auf folgenden Geräten kann die Joyn-Website und -App genutzt werden:
- Geräte mit folgenden Webbrowsern:
  - Apple Safari (ab Version 11)
  - Google Chrome (ab Version 70)
  - Microsoft Edge (ab Version 17)
  - Mozilla Firefox (ab Version 63)
- Smartphones und Tablets mit folgenden Betriebssystemen:
  - Android (ab Version 5)
  - iOS (ab Version 11, für Joyn Plus+ ab Version 11.2)
  - SailFishOS (ab Version 4.1, mit AlienDalvik)
- Smart-TV mit folgenden Set-Top-Box-Anbietern sowie Betriebssystemen:
  - Amazon Fire TV
  - Android TV
  - Apple TV
  - Chromecast
  - LG TV (ab Baujahr 2016)
  - Samsung TV
  - Tizen (ab Version 4)
- Spielkonsolen:
  - Sonys PlayStation (ab Modell 4)

### Tonformate
Im Gegensatz zu vielen anderen Streaming-Diensten bietet Joyn aktuell (Q1/22) keinerlei Surround-Formate an (bspw. Dolby Digital oder Dolby Pro Logic II). Dem Nutzer steht maximal Stereoton zur Verfügung.

### Bildformate
Sofern das Ausgangsmaterial in HD vorliegt und man über ein Joyn+ Abonnement verfügt, erfolgt das Streaming mit 720p. Full HD oder Ultra HD werden grundsätzlich nicht unterstützt. In allen anderen Fällen erfolgt die Übertragung in SD. HDR wird von Joyn ebenfalls nicht unterstützt.